# Joeri Nikiforov
Joeri Valerjevitsj Nikiforov (Russisch: Юрий Валерьевич Никифоров, Oekraïens: Юрій Валерійович Никифоров) (Odessa, 16 september 1970) is een Russische-Oekraïense voormalig voetballer. Hij was van 1987 tot en met 2004 actief op het hoogste niveau. Hij werd met Spartak Moskou drie keer landskampioen in Rusland en met PSV twee keer in Nederland. Nikiforov was van 1992 tot en met 2002 international voor achtereenvolgens het GOS, Oekraïne en Rusland.

## Clubcarrière
Nikiforov speelde meestal als centrale verdediger. Hij begon zijn carrière bij SK Odessa. Via Tsjornomorets Odessa kwam hij in 1988 bij Dynamo Kiev, maar werd verhuurd aan Chornomorets Odessa. In 1993 vertrok Nikiforov naar Spartak Moskou. Tot 1997 speelde hij bij de Moskovieten, waarna hij naar Sporting Gijón vertrok. Een jaar later ging Nikiforov naar PSV waar hij in vier jaar tijd 99 competitie- en 28 Europese wedstrijden speelde. In 2002 besloot de club zijn contract niet te verlengen en stapte hij over naar RKC Waalwijk, waar Martin Jol trainer was. Deze beslissing was mede ingegeven doordat hij na vijf jaar in Nederlandse dienst, de Nederlandse nationaliteit kon aanvragen. Na een seizoen bij RKC stapte hij over naar Urawa Red Diamonds in Japan. Hier beëindigde hij in 2003 zijn loopbaan.

## Interlandcarrière
Nikiforov werd geboren in de toenmalige Sovjet-Unie. Zijn geboorteplaats Odessa werd later deel van Oekraïne. Nikiforov heeft de omwenteling meegemaakt en daardoor in drie nationale elftallen kunnen spelen. Hij heeft de nationale teams van GOS, Oekraïne en Rusland vertegenwoordigd. Hij nam met Rusland deel aan het WK voetbal 1994 in de Verenigde Staten, waar de ploeg in de eerste ronde werd uitgeschakeld.
| Interlanddoelpunten | Interlanddoelpunten | Interlanddoelpunten   | Interlanddoelpunten | Interlanddoelpunten | Interlanddoelpunten | Interlanddoelpunten | Interlanddoelpunten |
| №                   | Datum               | Wedstrijd             | Goal(s)             | Score               | Uitslag             | Competitie          |                     |
| ------------------- | ------------------- | --------------------- | ------------------- | ------------------- | ------------------- | ------------------- | ------------------- |
| 1                   | 17 augustus 1994    | Oostenrijk – Rusland  | 52'                 | 0 – 2               | 0 – 3               | Oefeninterland      |                     |
| 2                   | 12 oktober 1994     | Rusland – San Marino  | 65'                 | 3 – 0               | 4 – 0               | EK-kwalificatie     |                     |
| 3                   | 26 april 1995       | Griekenland – Rusland | 35'                 | 0 – 1               | 0 – 3               | EK-kwalificatie     |                     |
| 4                   | 28 augustus 1996    | Rusland – Brazilië    | 18' (pen.)          | 1 – 0               | 2 – 2               | Oefeninterland      |                     |
| 5                   | 1 september 1996    | Rusland – Cyprus      | 7'                  | 1 – 0               | 4 – 0               | WK-kwalificatie     |                     |
| 6                   | 1 september 1996    | Rusland – Cyprus      | 50'                 | 3 – 0               | 4 – 0               | WK-kwalificatie     |                     |

## Erelijst
| Competitie            | Aantal               | Jaren                |                      |                      |
| Tsjornomorets Odessa  | Tsjornomorets Odessa | Tsjornomorets Odessa | Tsjornomorets Odessa | Tsjornomorets Odessa |
| --------------------- | -------------------- | -------------------- | -------------------- | -------------------- |
| Beker van Oekraïne    | 1x                   | 1992                 |                      |                      |
| Spartak Moskou        |                      |                      |                      |                      |
| Kampioen Premjer-Liga | 3x                   | 1993, 1994, 1996     |                      |                      |
| Beker van Rusland     | 1x                   | 1993/94              |                      |                      |
| PSV                   |                      |                      |                      |                      |
| Kampioen Eredivisie   | 2x                   | 1999/00, 2000/01     |                      |                      |
| Johan Cruijff Schaal  | 3x                   | 1998, 2000, 2001     |                      |                      |
| Sovjet-Unie –18       |                      |                      |                      |                      |
| Wereldkampioen –18    | 1x                   | 1988                 |                      |                      |
| Sovjet-Unie –16       |                      |                      |                      |                      |
| Wereldkampioen –16    | 1x                   | 1987                 |                      |                      |